# Grosso (moeda)

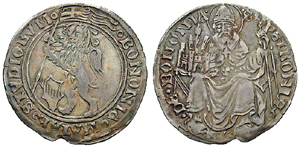
Grosso cunhada em Bolonha, Itália, no século XV

Grosso (em latim: grossus; em italiano: grosso; em alemão: groschen; em francês: gros; em inglês: groat) é uma pequena moeda de prata emitida por vários países a partir do século XIII. Comumente era designado como turonense (gros tournois) quando se referia ao emitido ao sul da França e pragense (Prager Groschen) para aquele emitido em Praga, porém houve outras designações que não eram geográficas como ambrosino (ambrosinus) para o de Milão, aquilino (aquilinus) para o de Verona, Trento e Tirol, e carlino (carlinus) e gigliato (gigliatus) para o de Nápoles.